# Liste der Naturdenkmäler in Siegen
Die Liste der Naturdenkmäler in Siegen nennt die Naturdenkmäler in Siegen im Kreis Siegen-Wittgenstein in Nordrhein-Westfalen.

## Naturdenkmäler
| Reg.-Nr. | Bezeichnung                                                               | Lage                                                     | Beschreibung                                | Bild |
| -------- | ------------------------------------------------------------------------- | -------------------------------------------------------- | ------------------------------------------- | ---- |
| ND 1     | Wilhelmsbuche                                                             | Westlich Buchen                                          | Einzelbaum                                  |      |
| ND 2     | Steinbruch am Käsberg (Ongelsgrob)                                        | Westlich Buchen                                          | Steinbruch                                  |      |
| ND 3     | Steinbruch Wickersbachtal                                                 | Westlich Trupbach                                        | Steinbruch                                  |      |
| ND 4     | Buche am Bastenberg                                                       | Östlich Trupbach, Waldweg am Bastenberg                  | Einzelbaum                                  |      |
| ND 5     | Steinbruch im Minnersbachtal                                              | Hang im Minnersbachtal südlich Winchenbach               | Steinbruch                                  |      |
| ND 6     | Felswand                                                                  | Südöstlich Trupbach am Gewerbegebiet                     | Felswände und anschließende Klippen im Hang |      |
| ND 7     | Steinbruch am Häusling                                                    | Östlicher Hang des Häuslings Winchenbach                 | Steinbruch                                  |      |
| ND 8     | Eiche                                                                     | am Hof Homrich im Hütschelsbachtal                       | Einzelbaum                                  |      |
| ND 9     | Eberhard-Eiche                                                            | im Hütschelsbachtal, Höhe Naturfreundehaus               | Einzelbaum                                  |      |
| ND 10    | Felsen mit Eiche                                                          | Südlich Eiserfeld am Hundsberg                           | Beidseitig der Straße stehender Felsen      |      |
| ND 11    | Felsen nördlich Niederschelden                                            | Nördlich Niederschelden oberhalb der Waldstraße          | Exponiert stehender Felsen                  |      |
| 1        | 1 Linde                                                                   | Birlenbach; In der Furth 7                               |                                             |      |
| 2        | 1 Eiche                                                                   | Breitenbach; Im Schockhain                               |                                             |      |
| 3        | 1 Eiche                                                                   | Breitenbach; Breitenbacher Straße                        |                                             |      |
| 3        | 1 Eiche                                                                   | Breitenbach; Breitenbacher Str. 376                      |                                             |      |
| 6        | 1 Linde                                                                   | Eiserfeld; Lindenstr. 7                                  |                                             |      |
| 7        | 1 Blutbuche                                                               | Eiserfeld; Eiserntalstr. 37                              |                                             |      |
| 8        | 1 Blutbuche                                                               | Eiserfeld; Eiserfelder Str. 316                          |                                             |      |
| 9        | 1 Ahorn                                                                   | Eiserfeld; Eiserfelder Str. 308                          |                                             |      |
| 11       | 1 Ahorn                                                                   | Eiserfeld; Eiserfelder Str. 275                          |                                             |      |
| 14       | 1 Roteiche                                                                | Eiserfeld; Freiengründer Str. 118                        |                                             |      |
| 18       | 1 Eiche                                                                   | Feuersbach; Lüsbergstr. 6                                |                                             |      |
| 20       | 1 Linde                                                                   | Feuersbach; Dammweg 9                                    |                                             |      |
| 21       | 1 Buche                                                                   | Geisweid; Grünanlage Ecke Marktstraße / An der Talkirche |                                             |      |
| 22       | 1 Linde                                                                   | Geisweid; Koomansstr. 4b                                 |                                             |      |
| 24       | Felsformation am Stollenmundloch der ehemaligen Kobaltgrube „Junkernburg“ | Niederschelden; unterhalb Auf der Burg 24                |                                             |      |
| 25       | 2 Eichen                                                                  | Niederschelden; An der Dampfmühle 7                      |                                             |      |
| 27       | 1 Esche                                                                   | Seelbach; Schelderberg 9                                 |                                             |      |
| 28       | 1 Eiche                                                                   | Seelbach; Freudenberger Straße                           |                                             |      |
| 29       | 1 Linde                                                                   | Siegen; Im Langenseifen 20                               |                                             |      |
| 30       | 1 Eiche                                                                   | Siegen; Hatzfeldstr. 27                                  |                                             |      |
| 32       | 1 Buche                                                                   | Siegen; Wellersbergstr. 30                               |                                             |      |
| 33       | 1 Buche                                                                   | Siegen; Bunkeranlage Sandstraße                          |                                             |      |
| 34       | 1 Blutbuche                                                               | Siegen; Koblenzer Str. 151                               |                                             |      |
| 35       | 1 Esche, 1 Buche                                                          | Siegen; Weiß-Flick'sche-Grundstücke                      |                                             |      |
| 37       | 1 Kastanie                                                                | Siegen; Löhrtor 15                                       |                                             |      |
| 38       | 1 Blutbuche                                                               | Siegen; Marienborner Str. 94                             |                                             |      |
| 41       | 1 Eiche                                                                   | Trupbach; Walzenweg 2                                    |                                             |      |
| 42       | 1 Esche                                                                   | Trupbach; Wickersbacher Weg 12                           |                                             |      |
| 43       | 1 Eiche                                                                   | Trupbach; Wickersbacher Weg 15                           |                                             |      |
| 45       | 2 Eichen                                                                  | Volnsberg; Quellenweg, unterhalb Dreschmaschinenschuppen |                                             |      |
| 46       | 1 Eiche (Bismarckeiche)                                                   | Volnsberg; Lohhain 4                                     |                                             |      |
| 47       | 3 Eichen                                                                  | Volnsberg; gegenüber Lohhain 4                           |                                             |      |
| 50       | 1 Ahorn                                                                   | Weidenau; Formerstr. 20                                  |                                             |      |
| 51       | 1 Eiche                                                                   | Weidenau; am Ehrenmal auf dem Haardter Berg              |                                             |      |
| 52       | 2 Eichen;                                                                 | Weidenau; Güterweg 22                                    |                                             |      |
| 53       | 1 Eiche                                                                   | Kaan-Marienborn; Brüderweg 236                           |                                             |      |
| 54       | 1 Buche                                                                   | Siegen; Hermelsbacher Weg 41                             |                                             |      |
| 54       | 1 Esche                                                                   | Siegen; zwischen Sandstr. 121 und 127                    |                                             |      |